# 藪路木島
藪路木島（やぶろぎしま）は、長崎県小値賀町にある無人島である。かつては170人を超える人が住んでいたが、昭和47年（1972年）に無人島化した。

## 歴史

### 人口推移
- 昭和30年（1955年）の国勢調査では人口160人。
- 昭和35年（1960年）の国勢調査では人口173人。
- 昭和40年（1965年）の国勢調査では人口47人。
- 昭和47年（1972年）に無人島化した。